# 李鸿祥

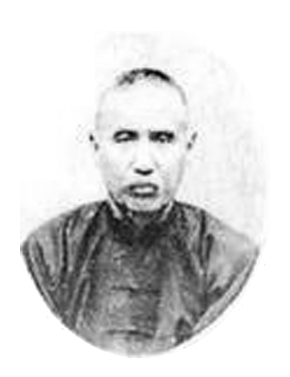

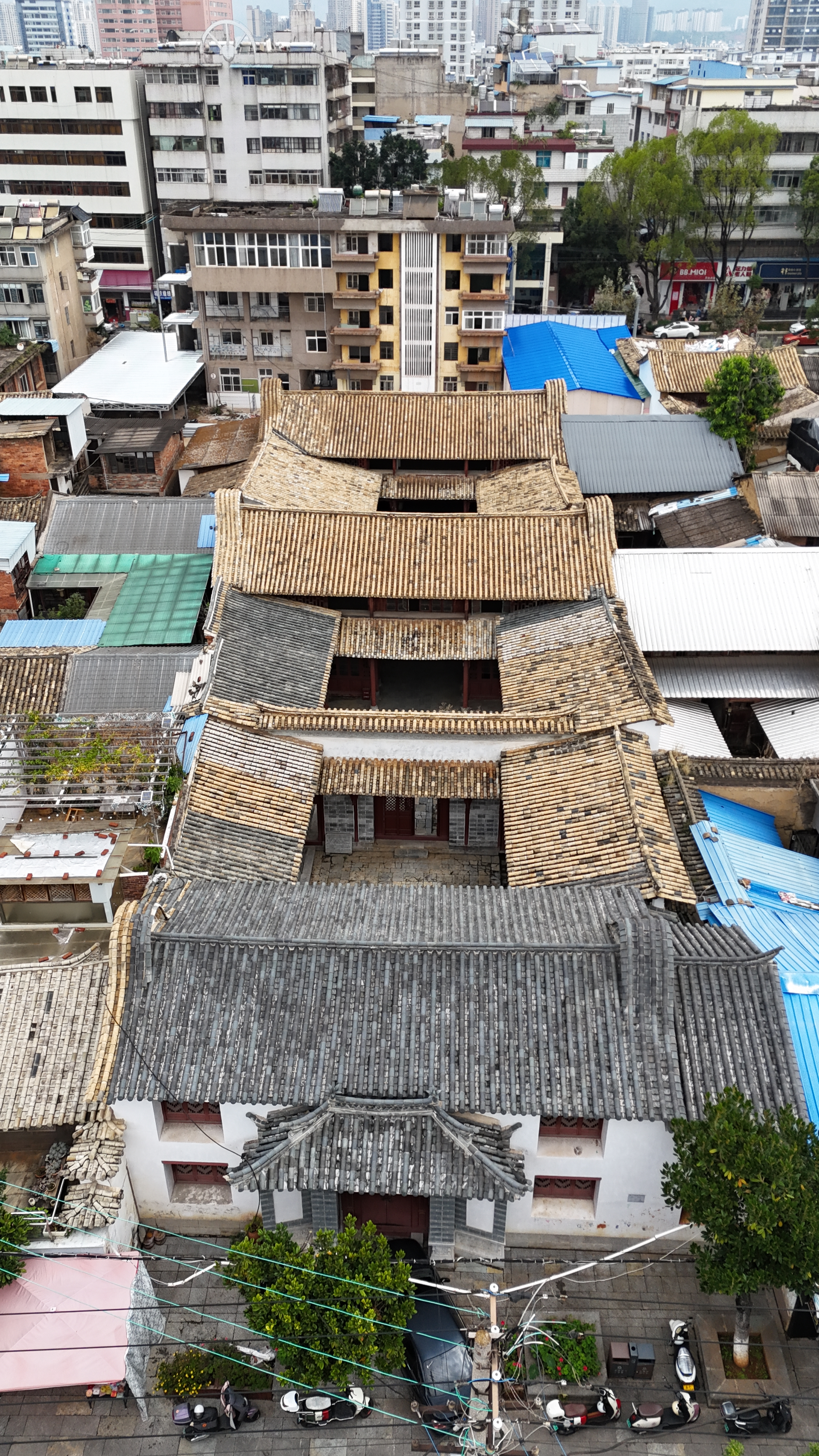
玉溪李鸿祥旧居

李鸿祥（1879年—1963年），字仪廷或仪庭。云南新兴州人。清朝、中华民国、中华人民共和国的军事将领、政治家。曾参加云南辛亥革命，后成为滇军主要指挥官。

## 生平
清末，李鸿祥赴日本留学，毕业于日本陆军士官学校。其间加入中国同盟会。1909年（宣统元年），归国，任新军第19镇第73标管带兼云南陆军讲武堂教官。1911年（宣统三年），参加蔡锷、唐继尧等发动的昆明重九起义（云南辛亥革命）。云南军政府成立后，任援川滇军第2梯团团长。
回滇后，李鸿祥任滇军第1师师长。不久，任云南省政务厅长。1913年（民国二年），李鸿祥接替罗佩金任云南省民政长。次年，赴北京任参政院参政。此后李未参加过较有影响的政治活动。1931年（民国二十年），回滇，专心致志搜集地方历史文献。1939年（民国二十八年），当选云南省参议会议长。中华人民共和国建立后，李鸿祥历任云南省军政委员会委员、云南省人民政府委员会委员等职务。
1963年，李鸿祥逝世。享年84岁。